# Elvira Vasilkova
Elvira Adolfovna Vasilkova (en russe : Эльвира Адольфовна Василькова), née le 15 mai 1962 à Novoouralsk (RSFS de Russie), est une nageuse soviétique, spécialiste des courses de brasse. Elle est la tante du nageur russe Danila Izotov.

## Carrière
Elvira Vasilkova est vice-championne olympique du 100 mètres brasse et médaillée de bronze au relais 4 × 100 mètres 4 nages aux Jeux olympiques de 1980 à Moscou.